# Pastagem Izera

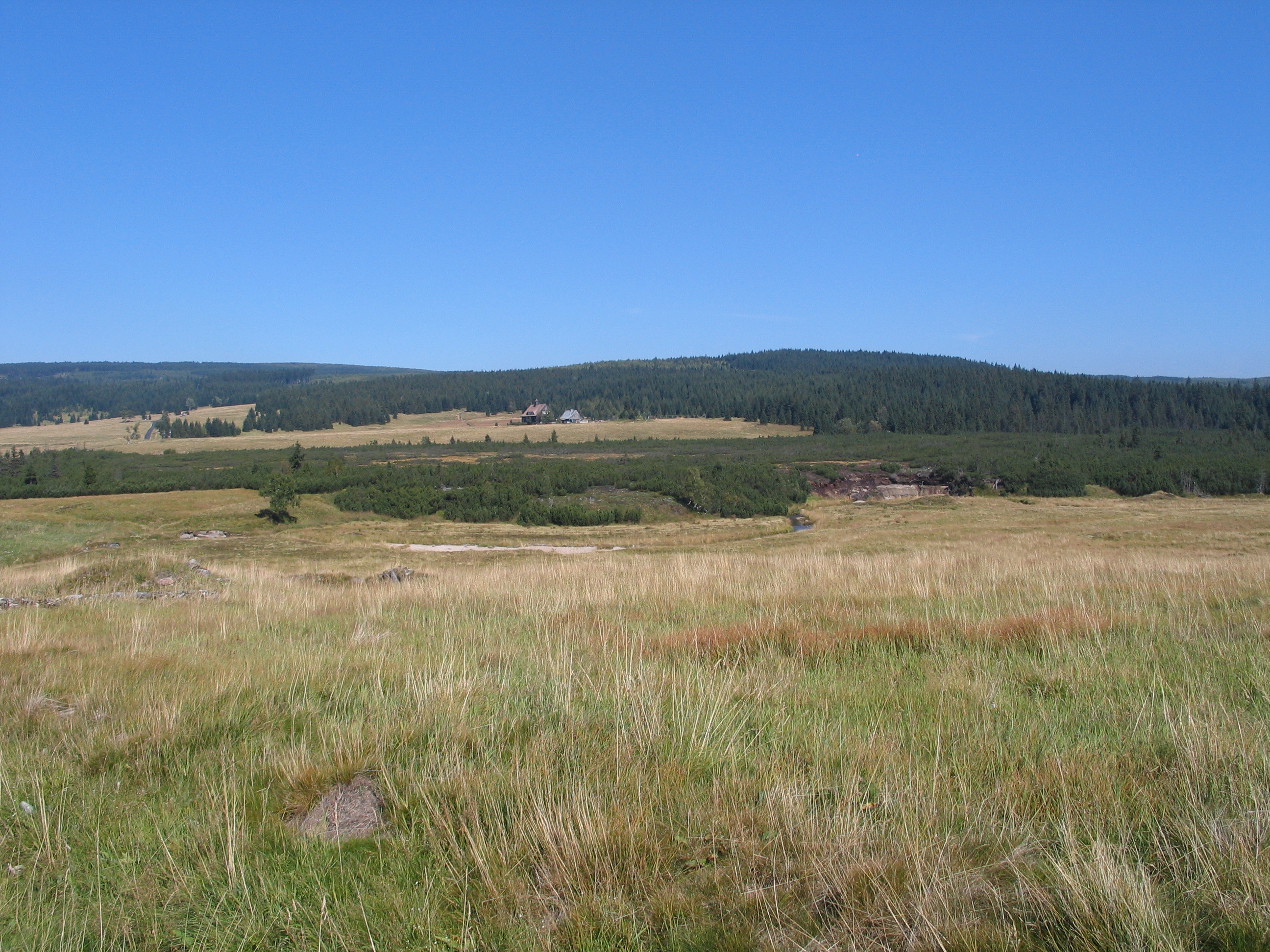
Pastagem Izera, um abrigo à distância

Pastagem israelense (Prado Izera, alem. “Grosse Iseczyse”, tcheco “Velká Jizerská louka”) é um prado de montanha localizada na Polônia, situado a uma altitude de 840 a 880 metros acima do nível do mar, no vale Izera, nas Montanhas Izera nos Sudetes.
Esta área é chamada de Hala Izerska, entre outros nomes no registro estadual de nomes geográficos. A introdução deste nome é atribuída a Tadeusz Stec (1950), embora a tradição linguística nos Sudetes prefira o nome "łąka” (prado) em vez de "hala" (pastagem).

## Clima

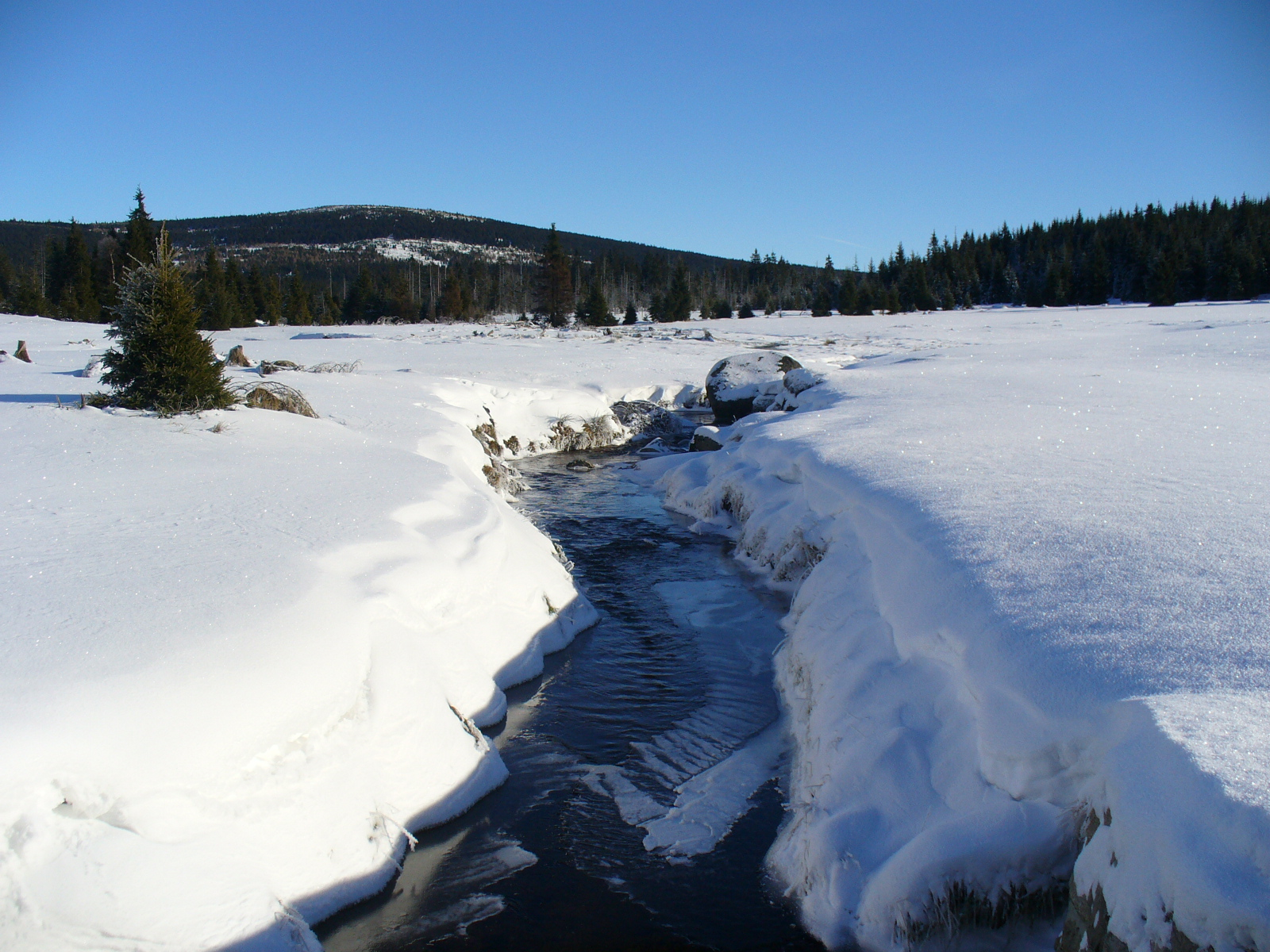
Pastagem Izera no inverno - o polo frio polonês

As condições climáticas em Pastagem Izera são semelhantes às do solo subalpino das montanhas Karkonosze, localizado a 600m mais alto, que é causado pelo influxo de ar frio e úmido do Atlântico. No verão, as temperaturas negativas do ar são registradas lá: −5,5 ° C (20 de julho de 1996), −1,7 ° C (14 de agosto de 2012). Em 29 de dezembro de 1996, a temperatura registrada era de −36,6 ° C e em 3 de fevereiro de 2012 de −36 ° C. Há temperaturas negativas todos os meses e a neve permanece até maio. Devido às temperaturas médias anuais mais baixas, Pastagem Izera é considerada o polo frio polonês (competindo com Puścizna Rękowiańska). As baixas temperaturas recordes em Pastagem Izera são o resultado da inversão da temperatura noturna, surgindo quando o ar frio desce das encostas das montanhas em direção a um vale estreito. A precipitação anual é de 1500mm, aproximadamente a mesma que nas Montanhas Karkonosze e Montanhas Tatra.

## Natureza

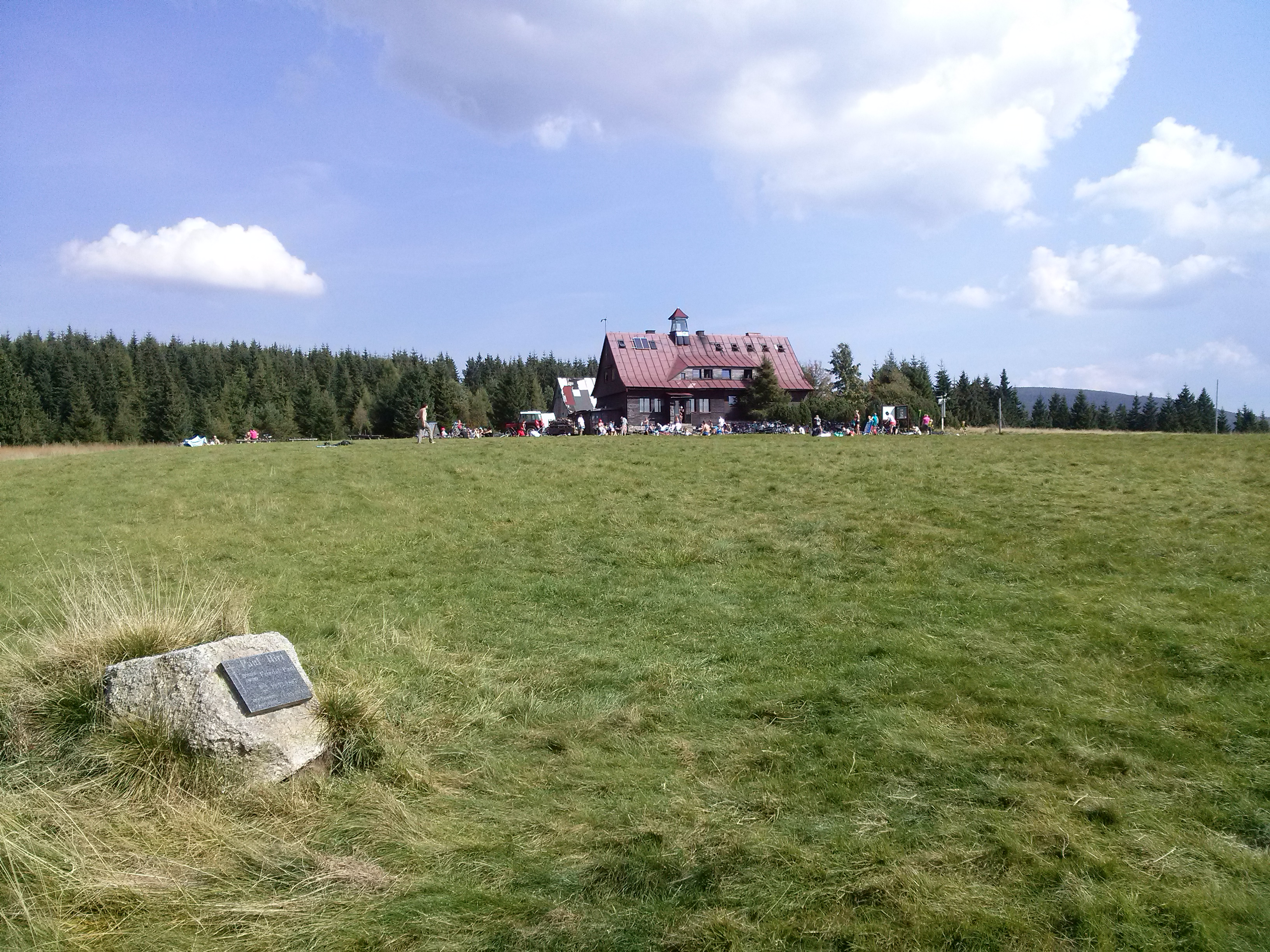
O túmulo de Paul Hirt e Chatka Górzystów

A pastagem Izera abriga os espécimes de camarinha negra, carriços, erióforos, ou drósera de folhas redonda, que são plantas típicas de turfeiras. Lá está a posição de pinheiro da montanha mais baixa, uma das duas não-Krkonoše nos Sudetes. Inclui parcialmente a reserva natural Jizera Valley Torfowiska, fazendo parte da área Ramsar de mesmo nome sob o número 2319.

## Turismo
O albergue Chatka Górzystów é a única construção sobrevivente da aldeia de Gross-Iser, que foi destruída na década de 1950. Ciclovias pavimentadas confortáveis e trilhas para caminhada ou esqui levam a albergue, entre outros de Świeradów-Zdrój.